# Ифварссон, Карл
Карл Ифварссон (швед. Carl Ifvarsson; 13 февраля 1818, Воксторпс — 27 декабря 1889, Реннеслёвс) — шведский государственный деятель. Депутат нижней палаты парламента Швеции с 1859 по 1889 год.

## Биография
Родился в семье из низших слоёв крестьянства. Учился чтению у своей матери, а по достижении тринадцати лет начал изучать счёт у подмастерья сапожника. Позднее он стал заниматься поджогом домов. В возрасте 20 лет он приобрёл дом в соседнем приходе Реннеслёвс. В 1859 года он был избран депутатом в шведский парламент от крестьянства. На этом посту он стал инициатором финансирования приданного принцессы Ловисы, создателем парламентской группы, которую можно назвать предшественницей партии Лантманна и одним из депутатов, проголосовавших за увеличение в два раза срока военной службы.